# Sheshonk I

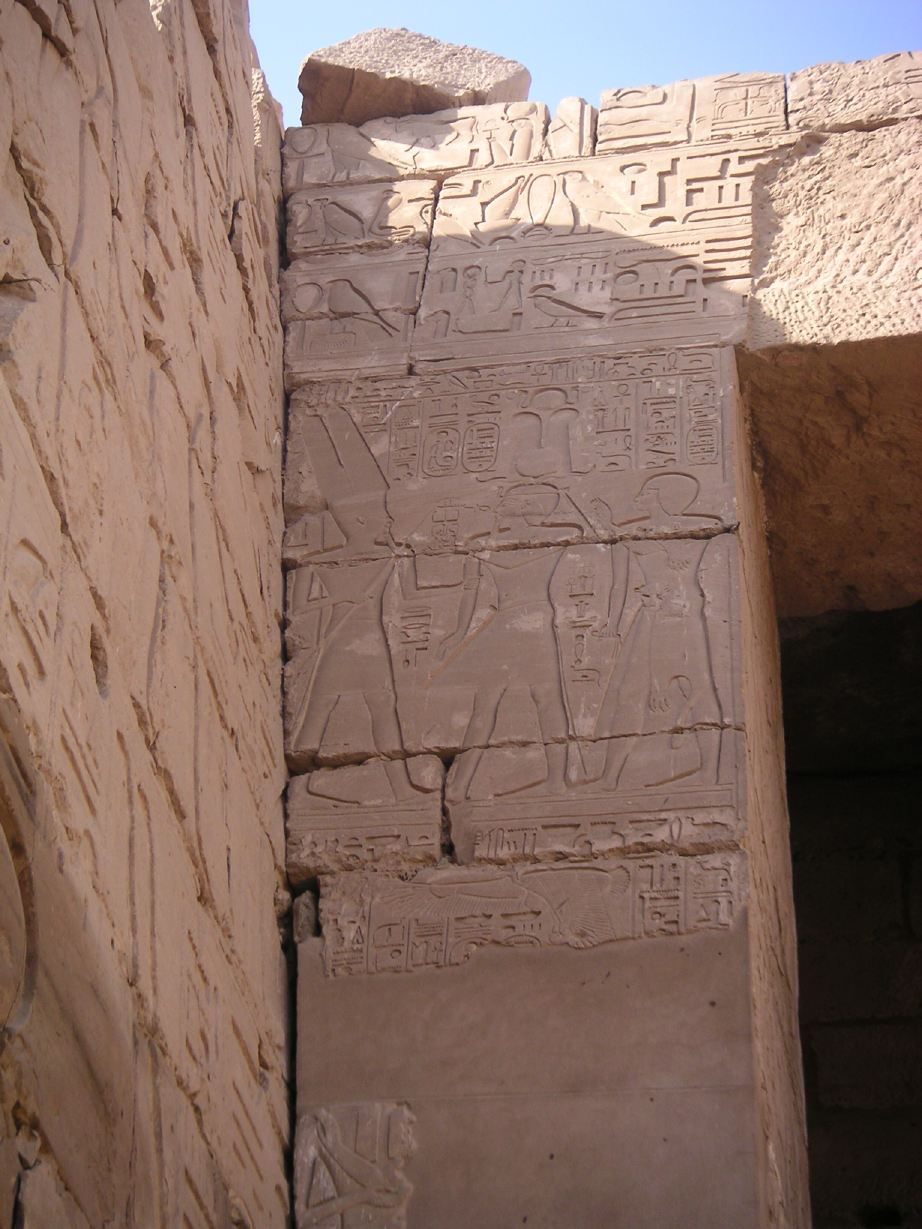
Relief av Sheshonk i Karnak

Sheshonk I var från 945 till 922 f.Kr. den första farao av Egyptens tjugoandra dynasti. 
Han företog 925 ett fälttåg till Israel och identifieras med Shishak i Bibeln. 
Under Rehabeams femte regeringsår tågade Shishak, kungen av Egypten, mot Jerusalem och plundrade både Herrens hus och kungens palats på deras skatter. Allt tog han, också alla guldsköldar som Salomo låtit göra.